# Адэр (округ, Миссури)
Округ Адэ́р (англ. Adair County) — округ штата Миссури, США. Административный центр округа — город Керксвилл.

## История
Округ Адэр образован 29 января 1841 года. Назван в честь Джона Адэра, занимавшего пост губернатора Кентукки с 1820 по 1824 год.
Первое массовое заселение на территории округа началось в 1828 году, то есть через 25 лет после Луизианской покупки. К этому времени территория Миссури получила статус штата.
Первое поселение называлось «Хижины белых людей» (англ. Cabins of White Folks) и располагалось в 10 км к западу от нынешнего Керксвилл.

## География
Расположен в северной части штата Миссури. Общая площадь территории округа — 1475 км². В окружном центре Керксвилле средняя температура июля составляет 24 °С со средним максимумом 30 °С, средняя температура января — −5 °С со средним минимумом −10 °С.

### Основные автомагистрали
- U.S. Route 63
- Missouri Route 3
- Missouri Route 6
- Missouri Route 11
- Missouri Route 149

## Демография
По данным Бюро переписи населения США, население округа по переписи 2010 года составляло 25 607 человек.